# París-Tours 1951
La París-Tours 1951 fue la 45ª edición de la clásica París-Tours. Se disputó el 7 de octubre de 1951 y el vencedor final fue el francés Jacques Dupont del equipo Dilecta en un ataque de nueve hombres.  
Esta sería la primera edición en la que la carrera se disputaría en octubre, una fecha que ya no ha abandonado. 

## Clasificación general[3]
|    | Ciclista           | Equipo       | Tiempo     |
| -- | ------------------ | ------------ | ---------- |
| 1  | Jacques Dupont     | Dilecta      | 5h 58' 54" |
| 2  | Alfredo Martini    | Wélter       | m.t.       |
| 3  | Attilio Redolfi    | Garin-Wolber | m.t.       |
| 4  | Roger Chupin       | -            | m.t.       |
| 5  | Maurice Blomme     | Bertin       | m.t.       |
| 6  | René Walschot      | -            | m.t.       |
| 7  | Jacques Renaud     | -            | m.t.       |
| 8  | Guy Lintilhac      | -            | m.t.       |
| 9  | Dominique Canavese | -            | m.t.       |
| 10 | Dominique Forlini  |              | a 24"      |